# Complement directe
El complement directe (CD), també anomenat «objecte directe», «implement» o «acusatiu», és una de les funcions de la sintaxi tradicional.
- Depèn d'un verb transitiu i completa la informació que aquest aporta:

Ja conec la nova professora.
He vist una llebre.
- Es correspon amb el subjecte pacient de les oracions en veu passiva:

veu activa: la ràdio ha difós la notícia - veu passiva: la notícia ha estat difosa per la ràdio

## El complement directe ambaen català
En català el complement directe no porta preposició, tret d'aquests casos:
- Obligatòriament:

- Davant del segon terme d'un CD recíproc

Se saludaren l'un a l'altre.
- Quan el CD és un pronom personal tònic (altrament dit fort)

T'estime a tu.
- Quan hi ha dislocació del CD al començament o al final de l'oració (en aquest cas ha de ser reprès per un pronom a la seua posició normal)

Al Joan, no l'he vist.
- Opcionalment:

- Davant els indefinits tothom, tots, ningú, el relatiu el qual (i variants) i el relatiu o interrogatiu qui, per evitar possibles ambigüitats

Ha vist tothom. (subj. o CD) ≠ Ha vist a tothom. (CD)
- En altres casos d'ambigüitat

T'estime com en Joan. ≠ T'estime com a en Joan.

## Pronominalització del complement directe
Es pot substituir per diversos pronoms febles o clítics:
- Si el CD és de 1a o 2a persona serà substituït pels pronoms em o et, en singular, o ens o us, en plural, en la variant que corresponga.

Ton pare no ens va veure.
- Si el CD és de 3a persona, poden donar-se els casos següents:

- CD determinat per un article determinat, un possessiu o un demostratiu: el, els, la, les.

He agafat els dispositius. = Els he agafat.
Ja vaig veure aquella sèrie. = Ja la vaig veure
- CD indeterminat: en.

He comprat llibres de poesia. = N'he comprat.
No hi ha farina? = No n'hi ha?
- CD quantificat o qualificat per un numeral, indefinit, adverbi o adjectiu, el qual no queda substituït amb el pronom i, doncs, cal esmentar-lo (subratllat): en.

He dut tres bosses de llepolies. = N'he dut tres.
Porta molts braçalets. = En porta molts
- CD substantiu + adjectiu (en funció de predicatiu): en substitueix el nom i apareix la preposició de davant l'adjectiu.

Miquel venia llibres antics. = Miquel en venia d'antics.
- CD clàusula subordinada substantiva o pronom açò, això o allò: ho.

Ja sap què s'ha decidit a la reunió. = Ja ho sap.
No li digues això. = No li ho digues.
- CD recíproc o reflexiu: es.

Joan mirà Pere i Pere mirà Joan. = Joan i Pere es miraren.
La Mercè es venta